# 新絲路模特機構
新丝路模特机构，是中国大陸成立時間最早的模特机构。成立于1992年，包括新絲路模特學校、新絲路模特經紀公司、門戶網站中國模特在綫等組織。主要經營範圍為培養新模特兒、模特兒經紀、模特兒中介等。組織新絲路中國模特大賽、新丝路中國國際少兒模特大賽、世界小姐中國區總決賽、CCTV網絡模特大賽、中國模特新面孔選拔大賽等賽事。

## 歷程
1992年，“中國模特之父”張艦組建了新絲路模特經紀公司。

1995年，從美國回來的張艦任新丝路模特经纪公司艺术总监，引进世界精英模特大赛(Elite Mode Look)。

1998年，張艦出走，与陈娟红共同组建概念98模特管理公司，李小白接掌新絲路。

1999年，李小白創立新絲路模特學校。

2001年，公司股票上市。

2011年，新絲路模特機構台灣分公司於台北正式成立。

## 新絲路模特學校
成立于1999年，位于哈尔滨松花江畔，為中囯大陸第一個模特兒專業培養學校。

## 新絲路模特經紀公司
新絲路模特經紀公司，又名新絲路職業模特代理機構，為新絲路模特機構下的模特兒经纪公司。成立于1992年，公司總裁目前為李小白。主要經營範圍為中國大陸地區的模特兒經紀和中介工作，掌握著中國大陸地區百分之90以上的模特資源。

### 歷程
1992年，号称“中国模特之父”的张舰组建了新丝路模特经纪公司。

1995年，从美国回来的张舰任新丝路模特经纪公司艺术总监，引进世界精英模特大赛(Elite Mode Look)。

1998年，张舰出走，与陈娟红共同组建概念98模特管理公司，李小白接掌新丝路。

2001年，公司股票上市。

### 旗下模特兒
| - 叶继红 - 陈娟红 - 周君 - 谢东娜 | - 路易 - 岳梅 - 王海珍 - 于娜 | - 甄妮 - 杜鵑 - 马艳丽 - 姜培琳 |

## 新絲路中國模特大賽
為新絲路模特經紀公司舉辦的一年一度的模特兒選美大賽，主要針對于中國大陸的職業模特。第一屆為1989年，由張艦舉辦。

## 中國模特新面孔選拔大賽
新絲路模特學校舉辦的一年一度的模特兒新人選拔賽，主要針對中國大陸的模特兒學校畢業生，也接受社會報名。

## 外部連結
- 官方网站